# Passe-câble

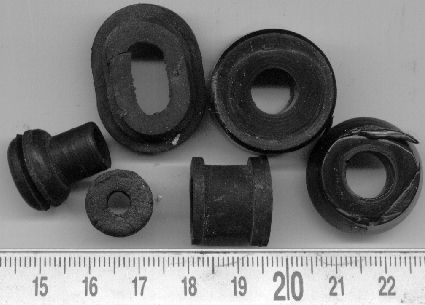
Des passe-câbles en caoutchouc

Un passe-câble est un tube dans lequel on fait passer un câble électrique le plus souvent. Le passe-câble a pour mission de protéger ce câble des agressions mécaniques ou chimiques. Il est aussi utilisé pour la gestion des câbles.
Il est souvent réalisé en matériau élastique (caoutchouc) de façon à absorber les vibrations et il possède des renflements qui l'aident à se maintenir en place.